# 西門區
西門區，原稱為西區，為民國三十四年（1945年）的舊省轄市嘉義市行政區之一。「西門」二字乃為舊嘉義縣城西門所在地而得名。民國三十五年（1946年）與竹圍區合併為新西區。